# Ford Laser
Der Ford Laser war ein vom US-amerikanischen Automobilhersteller Ford von 1980 bis 2003 vertriebener Wagen der unteren Mittelklasse, der mehrere Modellgenerationen erlebte.
Alle Laser-Modelle basierten auf der Plattform des Mazda 323. Ford hatte 1979 einen 25-%-Anteil an Mazda übernommen; in der Folge kam es zu einer engen Zusammenarbeit der beiden Konzerne. Die Autos wurden teils in Japan produziert, teils in den jeweiligen Märkten vor Ort montiert.
Vom Laser gab es die folgenden Modellgenerationen:
- KA/KB (1981–1985), 1,1–1,5 Liter, 41–85 kW (56–116 PS)
- KC/KE (1985–1990), 1,3–1,6 Liter, 49–100 kW (67–136 PS)
- KF/KH (1990–1995), 1,6–1,8 Liter, 64–117 kW (87–159 PS)
- KJ (1994–1998), 1,5–1,8 Liter, 66–96 kW (90–131 PS)
- KN/KQ (1999–2003), 1,3–2,0 Liter, auch 2,0-Liter-Diesel

## Modelle und Märkte
In Australien ersetzte der Laser ab 1981 den hinterradgetriebenen Ford Escort und war als Stufenhecklimousine (anfangs unter der Bezeichnung Ford Meteor) wie als Schräghecklimousine sehr beliebt. Mit dem Modellwechsel 1987 lief auch das Stufenheck unter dem Namen Laser.

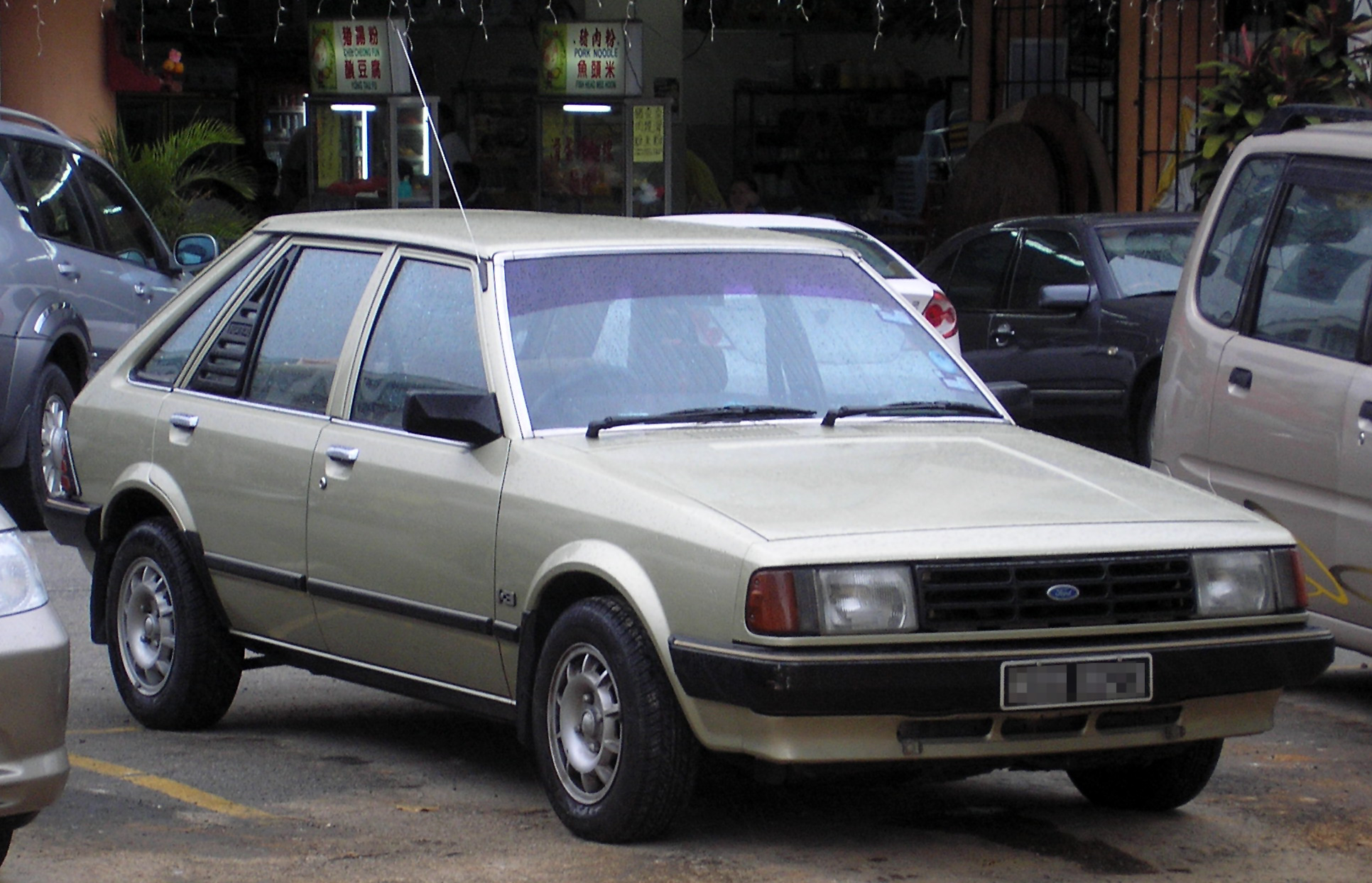
Ford Laser (Australien, 1983)

Die australische Fertigung des Laser endete 1995, als Ford sein Werk in Homebush bei Sydney schloss. Ab diesem Zeitpunkt wurde der Laser aus Japan importiert; 2002 löste ihn der Ford Focus ab.
In Neuseeland lief die Montage des Laser weiter; Ford Neuseeland und Mazda gingen zu diesem Zweck ein Joint Venture unter dem Namen VANZ (Vehicle Assemblers of New Zealand) ein. 1997 wurde aber auch das Werk in Wiri/Auckland geschlossen, wo neben dem Laser auch der Mazda 323 gebaut worden war. In Neuseeland blieb das Kombimodell des Laser, das in anderen Märkten nach 1989 nicht mehr angeboten wurde, bis 1996 im Programm. Die Ausführungen ab 1991 ähnelten den australischen Varianten; 1997 wurde der KJ-Laser zugunsten von Escort-Versionen fallen gelassen, die ihrerseits 1999 vom KN-Laser abgelöst wurden. 2003 wurde der Laser in Neuseeland durch den Focus ersetzt.
In Südafrika wurde der Laser 1986 eingeführt und ersetzte dort den aus Europa importierten Escort. Ford Südafrika betrieb zu jener Zeit unter dem Namen SAMCOR mit dem Mazda-Lizenznehmer Anglo American Corporation, der sich aber 1988 aus dem Land zurückzog. In Südafrika erwiesen sich Laser und Meteor als weniger beliebt als in Australien und Neuseeland. Der Laser wurde in Südafrika bis 1995 produziert, danach vom Ford Escort abgelöst; unter dem Namen Ford Tonic blieb eine Laser-Variante als Einstiegsmodell aber im Angebot. Eine Pickup-Version des Laser, die es nur in Südafrika gab, wurde unter der Bezeichnung Ford Bantam angeboten, später aber von einem Fahrzeug auf Basis des Ford Fiesta ersetzt. In Südafrika konnte der Laser mit einem 1,3-Liter-Vergasermotor (50 kW/68 PS), einem 1,6-Liter-Vergasermotor (60 kW/82 PS) und einem eingespritzten 1,6-Liter (77 kW/105 PS) ausgerüstet werden. Dazu stand Anfang der 1990er-Jahre ein Laser 2.0iRS mit einem 109 kW/148 PS starken Mazda-DOHC-Zweilitermotor im Angebot.

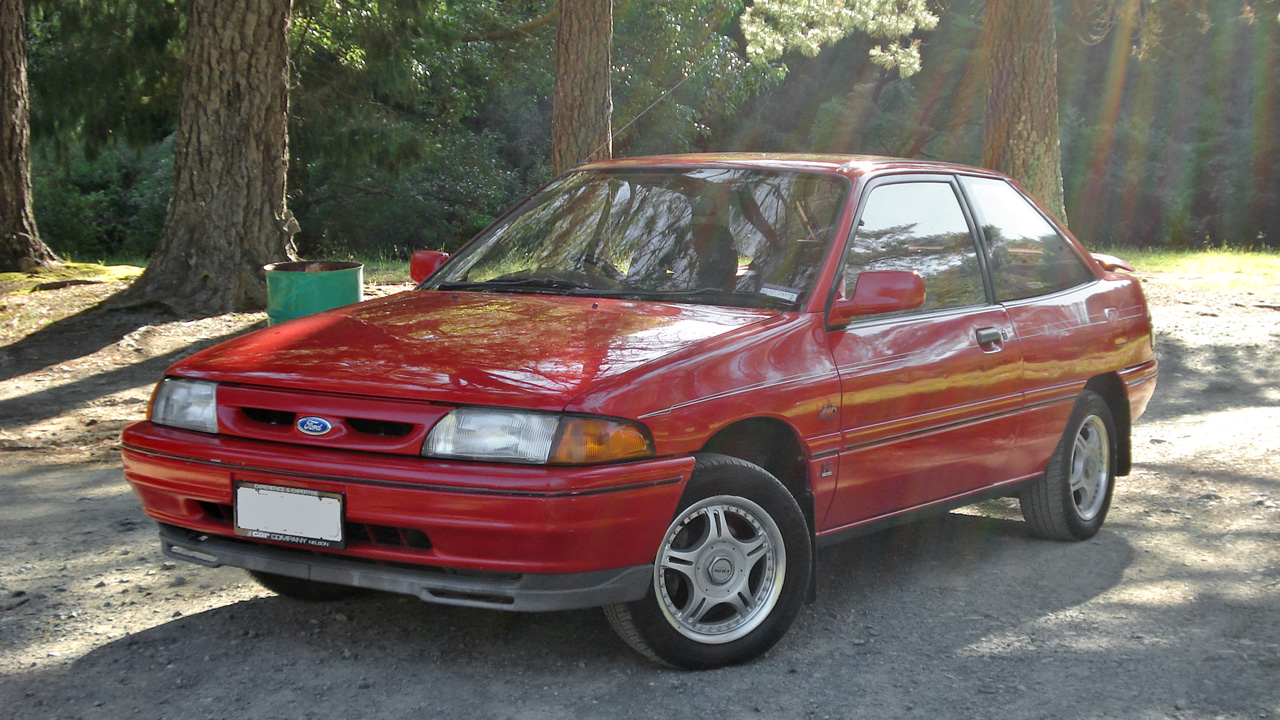
Ford Laser KF (Japan, 1993)

Beim US-Escort der zweiten Generation handelte es sich um einen optisch leicht geänderten Laser. Ab 1987 wurde eine in Mexiko gefertigte Laser-Variante unter dem Namen Mercury Tracer in die USA exportiert. In Kanada importierte Ford hingegen den Mercury Tracer aus Taiwan. Der Laser gab auch die Basis für die späteren amerikanischen Escort-Modelle ab, die mit dem europäischen Escort nichts gemein hatten. Die in den 1990er-Jahren in Nordamerika angebotene Kombiversion des dortigen Escort war in anderen Erdteilen, wo der Laser verkauft wurde, nicht erhältlich.
Der Ford Laser wurde auch in einigen lateinamerikanischen Ländern, etwa in Kolumbien und Venezuela, montiert und als Rechtslenkerversion in Jamaika und Trinidad und Tobago verkauft.

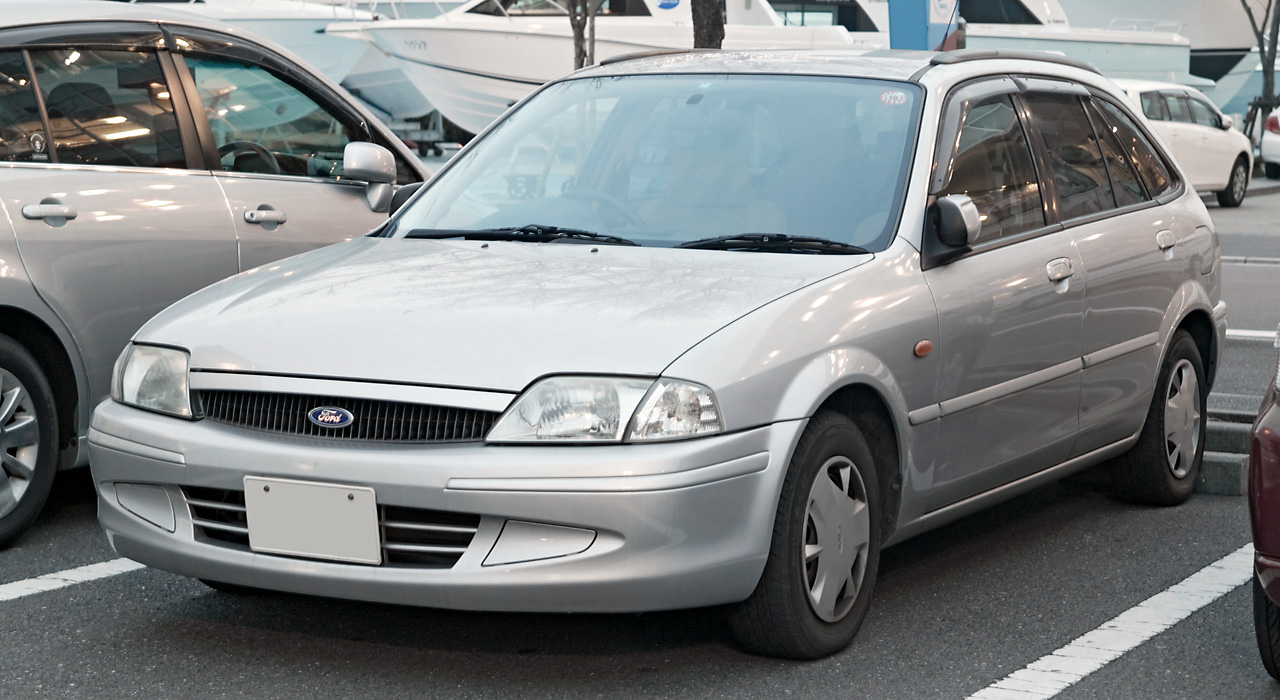
Ford Laser Lidea Wagon (Japan)

In Japan gab es den Laser kurzzeitig auch als Cabriolet und unter der Bezeichnung Lidea. Ferner wurde er in Malaysia und Indonesien (als Rechtslenker) montiert. Als Linkslenker war er auch auf Märkten wie Taiwan und den Philippinen erhältlich. In Taiwan (wo der Laser vom Joint-Venture Ford Lio Ho montiert wurde) löste der Ford Tierra mit geändertem Design den Stufenheck-Laser ab. Modelle auf dessen Basis gelangten als Laser Tierra auch in Thailand in den Verkauf, während der Laser in Malaysia den Namen Lynx trug. Facelift-Ausführungen des Laser wurden unter den Namen Laser, Laser Tierra, Lynx, RS Lynx und Tierra wiederum in Thailand, auf den Philippinen, in Malaysia, Taiwan und Vietnam angeboten, letztlich aber durch den Ford Focus ersetzt.

## Nachfolger
Auf den meisten Märkten weltweit wurde der Laser durch den europäischen Ford Focus abgelöst. Da sich dieser die Plattform mit dem Mazda 3 teilt, dem Nachfolger des 323, verkaufen beide Konzerne weltweit Modelle auf identischer Ausgangsbasis.